# 左轮手枪 (披头士专辑)
《左轮手枪》是英國搖滾樂團披头士的第七張录音室專輯，音樂製作人乔治·马丁。該專輯由EMI旗下Parlophone唱片於1966年8月5日在英国发行，三天之後於美國发行。這張專輯標誌著樂團從1965年的《Rubber Soul》專輯更進一步，更專注於录音室音樂的創新與製作，一年後於《比伯軍曹寂寞芳心俱樂部》專輯達到頂峰。

## 創新風格
《左輪手槍》發布之後，它被廣泛評價為「重新定義了流行音樂」的鉅作。專輯中的歌曲有不同的音效和聲音，包括將磁帶向後灌錄的歌曲《Tomorrow Never Knows》，而《Eleanor Rigby》歌曲中則運用了弦樂八重奏作背景，《Love You To》則充滿印度音樂色彩。新奇的兒童歌曲《Yellow Submarine》，再加上《Eleanor Rigby》作雙主打細碟發行，成為全球熱播的歌曲。

## 背景
1965年12月，披頭四樂隊的專輯《Rubber Soul》獲得廣泛好評 。《左輪手槍》是這樣重新朔造披頭四搖滾，作家羅伯特·羅德里格斯寫道：「《左輪手槍》被認為是超越了之前五張節拍音樂專輯的重大突破。」1966年1月，樂隊為美國巡迴演唱的現場錄音帶進行了配音，載入他們的演唱會紀錄片《The Beatles at Shea Stadium》之內。披頭四的經理人布萊恩·愛普斯坦本來打算，樂隊將開始為他們的第三部電影工作，但他們未能對劇本一致贊同。後來擱置了電影拍攝，接著有三個月的空檔，允許披頭四前所未有的時間為新專輯做準備。

### 專輯名稱
這張專輯的標題，有如《橡皮靈魂》（英語：Rubber Soul）的名稱，是一個雙關語，指的既是一種手槍，也是播放錄音帶時轉動的齒輪，就像手槍上的輪盤。這個稱號披頭四是很難想像出來的，根據作家巴里·邁爾斯：這四名隊員原本想用的名字是《胡言亂語》（英語：Abracadabra），直到他們發現，另一支樂隊已經起用了這個名字。在這之後，他們意見出現分歧：連儂想稱它為《永恆三角的四邊》（英語：Four Sides of the Eternal Triangle），靈高則開玩笑地建議《地理學後》（英語：After Geography），因為滾石樂隊最近發布了專輯《後果》（英語：Aftermath ）。其他建議包括《魔術圈》、《披頭四的野生動物園》，《鐘擺》等，到最後一致贊成起用《左轮手枪》（英語：Revolver）作為專輯名稱。這是1966年6月樂隊於德國巡廻演唱時的選擇。

### 成績
《左轮手枪》專輯停留在「英國專輯排行榜」達三十四個星期，於1966年8月13日攀上排行榜冠軍位置。於北美推出的專輯只有十一首歌曲，它後來打上美國「告示牌排行榜」冠軍位置達六個星期。《左輪手槍》於「滾石雜誌五百大專輯」名單中排名第三位。2009年9月9日這張專輯以立體聲CD形式發行。於2013年，英國唱片業協會改變了其銷售獎勵規則，《左輪手槍》被認證達到白金銷量；它被美國唱片業協會認證有五白金的銷量。

## 專輯曲目
歌曲作者是列侬–麦卡特尼，除了、和由乔治·哈里森作曲。
| 順序 | 歌名                        | 演唱          | 作詞          | 作曲          | 製作人    | 時間 |
| ---- | --------------------------- | ------------- | ------------- | ------------- | --------- | ---- |
| 01   | Taxman                      | 乔治·哈里森   | 乔治·哈里森   | 乔治·哈里森   | 乔治·马丁 | 2:39 |
| 02   | Eleanor Rigby               | 保罗·麦卡特尼 | 列侬–麦卡特尼 | 列侬–麦卡特尼 | 乔治·马丁 | 2:08 |
| 03   | I'm Only Sleeping           | 约翰·列侬     | 列侬–麦卡特尼 | 列侬–麦卡特尼 | 乔治·马丁 | 3:02 |
| 04   | Love You To                 | 乔治·哈里森   | 乔治·哈里森   | 乔治·哈里森   | 乔治·马丁 | 3:01 |
| 05   | Here, There and Everywhere  | 保罗·麦卡特尼 | 列侬–麦卡特尼 | 列侬–麦卡特尼 | 乔治·马丁 | 2:26 |
| 06   | Yellow Submarine            | 林哥·史達     | 列侬–麦卡特尼 | 列侬–麦卡特尼 | 乔治·马丁 | 2:40 |
| 07   | She Said She Said           | 约翰·列侬     | 列侬–麦卡特尼 | 列侬–麦卡特尼 | 乔治·马丁 | 2:37 |
| 08   | Good Day Sunshine           | 保罗·麦卡特尼 | 列侬–麦卡特尼 | 列侬–麦卡特尼 | 乔治·马丁 | 2:10 |
| 09   | And Your Bird Can Sing      | 约翰·列侬     | 列侬–麦卡特尼 | 列侬–麦卡特尼 | 乔治·马丁 | 2:02 |
| 10   | For No One                  | 保罗·麦卡特尼 | 列侬–麦卡特尼 | 列侬–麦卡特尼 | 乔治·马丁 | 2:01 |
| 11   | Doctor Robert               | 约翰·列侬     | 列侬–麦卡特尼 | 列侬–麦卡特尼 | 乔治·马丁 | 2:15 |
| 12   | I Want to Tell You          | 乔治·哈里森   | 乔治·哈里森   | 乔治·哈里森   | 乔治·马丁 | 2:30 |
| 13   | Got to Get You into My Life | 保罗·麦卡特尼 | 列侬–麦卡特尼 | 列侬–麦卡特尼 | 乔治·马丁 | 2:31 |
| 14   | Tomorrow Never Knows        | 约翰·列侬     | 列侬–麦卡特尼 | 列侬–麦卡特尼 | 乔治·马丁 | 2:57 |

## 腳註
1. ↑  .   [2015-04-17]. （原始内容存档于2017-06-25）.
2. ↑  .   [2015-04-17]. （原始内容存档于2020-09-25）.
3. 1 2  Rodriguez 2012，第4頁.
4. ↑  Miles 2001，第206, 225頁.
5. ↑  MacDonald 1998，第382頁.
6. ↑  Rodriguez 2012，第7頁.
7. ↑  Miles 2001，第237頁.
8. ↑  MacDonald 1998，第164頁.
9. ↑  Rodriguez 2012，第7–8頁.
10. ↑  Irvin.
11. ↑  . Official Charts Company.   [7 June 2013]. （原始内容存档于2013-10-04）.
12. ↑  .   [2015-04-17]. （原始内容存档于2014-07-15）.
13. ↑  . Rolling Stone.   [12 June 2012]. （原始内容存档于2014-03-26）.

## 外部連結
- The Beatles 官方网站 Revolver 页面